# Baffinia biseriata
Baffinia biseriata är en ringmaskart som beskrevs av Anne D. Hutchings och Glasby 1988. Baffinia biseriata ingår i släktet Baffinia och familjen Terebellidae. Inga underarter finns listade i Catalogue of Life.